# 대구 동화사 대웅전 석가영산회상도
대구 동화사 대웅전 석가영산회상도(大邱 桐華寺 大雄殿 釋迦靈山會上圖)는 대한민국 대구광역시 동구, 동화사에 있는 조선시대의 불화이다. 2012년 1월 30일 대구광역시의 유형문화재 제62호로 지정되었다.

## 개요
석가가 영취산에서 설법한 내용을 묘사한 것으로 고종 33년(1896) 화승(畵僧) 진철(震徹)에 의해 조성되었으며, 대웅전의 삼세불상(1896년 改金)의 후불도로 봉안되어 있다. 색채는 녹색, 청색, 붉은색, 백색, 황색을 중심으로 전체적으로 원색을 사용하였다. 본존과 보살상의 얼굴은 가는 먹선으로 윤곽선만을 표현한 반면 십대제자와 신장상들은 음영처리를 하였고, 보살상의 보관과 사천왕상의 지물 일부에는 금박을 이용하여 사실적인 표현을 강조하였다.

## 같이 보기
- 동화사

## 참고 자료
- 대구 동화사 대웅전 석가영산회상도 - 국가유산청 국가유산포털